# Gaby Schütz
Pour les articles homonymes, voir Schütz.
Gabriela « Gaby » Schütz, née en 1965, mariée Aebersold, est une coureuse de fond suisse spécialisée en course en montagne. Elle a remporté deux médailles individuelles au Trophée mondial de course en montagne et est championne suisse de course en montagne 1988.

## Biographie
Gaby prend part à la première édition du Trophée mondial de course en montagne en 1985 à San Vigilio di Marebbe. Elle se classe dixième et remporte la médaille de bronze par équipes avec Eroica Staudenmann et Margrit Wyss. Lors de l'édition suivante à Morbegno, alors que l'Anglaise Carol Haigh bat la favorite locale Valentina Bottarelli, Gaby effectue une excellente course pour décrocher la troisième marche du podium. Grâce à Helen Eschler, quatrième, et Karin Möbes, septième, les Suissesses remporte l'or par équipes.
Le 16 avril 1988, elle s'illustre sur route en remportant son premier titre national sur 25 kilomètres à Cortaillod. Son futur mari Christian Aebersold est également titré ce jour-là. Elle remporte le classement du championnat suisse de course en montagne en obtenant le score maximal de 200 points grâce à quatre victoires sur les six épreuves du championnat. Lors du Trophée mondial de course en montagne à Keswick, la championne 1986 et favorite Carol Haigh part en tête, suivie par la Française Isabelle Guillot. Carol peine toutefois à conserver son allure et recule dans le peloton. La Colombienne Fabiola Rueda reprend les rênes en imposant son rythme et file vers la victoire. Gaby parvient à doubler Isabelle pour remporter la médaille d'argent. La Suisse s'impose à nouveau au classement par équipes.
Le 6 août 1989, elle s'élance comme favorite à la course de montagne de Gamperney qui accueille l'épreuve unique des championnats suisses de course en montagne. Très en forme, l'Argovienne Eroica Staudenmann remporte la victoire avec 2 minutes d'avance sur ses poursuivantes. Gaby doit lutter face à Karin Möbes pour la seconde place mais cède finalement et doit se contenter du bronze.
Elle remporte sa dernière mondiale lors du Trophée mondial de course en montagne 1990 à Telfes en terminant dixième et en décrochant une nouvelle médaille d'or au classement par équipes.
Elle donne naissance à sa fille Simona Aebersold en 1998. Cette année, son mari et elle ouvrent un cabinet de médecine générale à Brügg.

## Palmarès

### Course en montagne
| no  | féminin            | Course                                     | Longueur | Départ            | Temps           |
| --- | ------------------ | ------------------------------------------ | -------- | ----------------- | --------------- |
| 10e | 10e                | Trophée mondial de course en montagne      | 6 km     | 23 septembre 1985 | 29 min 30 s     |
| 3e  | Médaille de bronze | Trophée mondial de course en montagne      | 7,35 km  | 5 octobre 1986    | 35 min 22 s     |
|     | Médaille d'or      | Course du Glacier                          | 17,5 km  | 17 juillet 1988   | 1 h 28 min 3 s  |
|     | Médaille d'argent  | Thyon-Dixence                              | 16,35 km | 7 août 1988       | 1 h 26 min 58 s |
| 2e  | Médaille d'argent  | Trophée mondial de course en montagne      | 7,5 km   | 15 octobre 1988   | 39 min 24 s     |
| 54e | Médaille de bronze | Sierre-Crans-Montana                       | 14,7 km  | 30 juillet 1989   | 1 h 10 min 45 s |
|     | Médaille de bronze | Championnats suisses de course en montagne | 10 km    | 6 août 1989       | 1 h 5 min 53 s  |
|     | Médaille d'argent  | Course du Cervin                           | 12 km    | 27 août 1989      | 1 h 15 min 16 s |
|     | Médaille de bronze | Course de montagne du Danis                | 10,4 km  | 8 juillet 1990    | 53 min 6 s      |
|     | Médaille d'argent  | Championnats suisses de course en montagne | 12,5 km  | 14 juillet 1990   | 1 h 14 min 29 s |
| 10e | 10e                | Trophée mondial de course en montagne      | 7,88 km  | 15 septembre 1990 | 39 min 28 s     |
| 9e  | 9e                 | Trophée mondial de course en montagne      | 8,3 km   | 8 septembre 1991  | 46 min 4 s      |
|     | Médaille de bronze | Course du Cervin                           | 12 km    | 30 août 1992      | 1 h 13 min 44 s |
|     | Médaille de bronze | Championnats suisses de course en montagne | 13 km    | 18 juillet 1993   | 1 h 7 min 58 s  |
|     | Médaille d'or      | Sertig-Lauf                                | 39 km    | 1er août 1993     | 4 h 1 min 11 s  |
|     | Médaille d'argent  | Sertig-Lauf                                | 39 km    | 30 juillet 1994   | 4 h 0 min 20 s  |

### Route
| Année | Compétition                   | Lieu       | Place | Épreuve       | Temps           |
| ----- | ----------------------------- | ---------- | ----- | ------------- | --------------- |
| 1987  | Course de Chiètres            | Chiètres   | 1re   | 15 kilomètres | 56 min 30 s     |
| 1988  | Course de Chiètres            | Chiètres   | 2e    | 15 kilomètres | 56 min 6 s      |
| 1988  | Championnats suisses de 25 km | Cortaillod | 1re   | 25 kilomètres | 1 h 34 min 36 s |
| 1989  | Course de Chiètres            | Chiètres   | 2e    | 15 kilomètres | 55 min 43 s     |

## Records
| Épreuve       | Performance     | Date          | Lieu       |
| ------------- | --------------- | ------------- | ---------- |
| 15 kilomètres | 55 min 43 s     | 18 mars 1989  | Chiètres   |
| 10 miles      | 58 min 58 s     | 14 mai 1989   | Berne      |
| 25 kilomètres | 1 h 34 min 36 s | 16 avril 1988 | Cortaillod |